# Đa Minh Nguyên
Đa Minh Nguyên tên đầy đủ là Nguyễn Huy Nguyên là một chánh trương của họ đạo Công giáo và lang y, chịu thiêu sinh tử vì đạo dưới triều vua Tự Đức, được Giáo hội Công giáo Rôma phong Hiển Thánh vào năm 1988.
Ông sinh năm 1800 tại giáo xứ Ngọc Cục, tỉnh Nam Định (nay thuộc giáo xứ Ngọc Tiên, xã Xuân Ngọc, huyện Xuân Trường, tỉnh Nam Định, thuộc Giáo phận Bùi Chu). Là một lang y nên ông có nhiều cơ hội thực thi bác ái khi tiếp xúc với đủ hạng người, cả Công giáo lẫn không Công giáo. Ngày 14 tháng 9 năm 1861, ông bị bắt lúc đang giữ chức chánh trương xứ đạo Lục Thủy. Quan phủ Xuân Trường hạ lệnh cho ông phải đạp lên Thánh Giá, nhưng ông cương quyết không xúc phạm đến Chúa. Theo lệnh Phân sáp, ông bị đày sang làng không đi đạo Công Giáo, làng Bạch Cốc, huyện Vụ Bản, tỉnh Nam Định. Trong hơn 7 tháng bị giam cầm, cổ mang gông cùm, chân tay bị xiềng xích, bị đánh đòn nhiều lần, bị khắc chữ “tả đạo” vào má nhưng ông vẫn không bỏ đạo. Cùng với Anrê Nguyễn Mạnh Tường, Vinhsơn Nguyễn Mạnh Tương, Đaminh Nguyễn Đức Mạo, Đaminh Nguyễn Đức Nhi, ông lãnh án xử trảm ngày 16 tháng 6 năm 1862 tại pháp trường Bạch Cốc, tỉnh Nam Định. Thi thể được chôn tại pháp trường, sau được cải táng về quê nhà.